# 紀元前696年
紀元前696年（きげんぜん696ねん）は、西暦（ローマ暦）による年。紀元前1世紀の共和政ローマ末期以降の古代ローマにおいては、ローマ建国紀元58年として知られていた。紀年法として西暦（キリスト紀元）がヨーロッパで広く普及した中世時代初期以降、この年は紀元前696年と表記されるのが一般的となった。

## 他の紀年法
- 干支 : 乙酉
- 中国
  - 周 - 荘王元年
  - 魯 - 桓公16年
  - 斉 - 襄公2年
  - 晋 - 晋侯緡11年
  - 秦 - 武公2年
  - 楚 - 武王45年
  - 宋 - 荘公15年
  - 衛 - 黔牟元年
  - 陳 - 荘公4年
  - 蔡 - 桓侯19年
  - 曹 - 荘公6年
  - 鄭 - 昭公元年
  - 燕 - 桓侯2年
- 朝鮮
  - 檀紀1638年
- ユダヤ暦 : 3065年 - 3066年

## できごと

### 中国
- 魯の桓公・宋の荘公・蔡の桓侯・衛の恵公が曹で会合した。
- 魯・宋・衛・陳・蔡の連合軍が鄭を攻撃した。
- 衛の左公子洩と右公子職が公子黔牟を国君に擁立し、恵公が斉に亡命した。